# Cratere Kirchhoff
Kirchhoff è un cratere lunare di 24,38 km situato nella parte nord-orientale della faccia visibile della Luna.
Il cratere è dedicato al fisico tedesco Gustav Robert Kirchhoff.

## Crateri correlati
Alcuni crateri minori situati in prossimità di Kirchhoff sono convenzionalmente identificati, sulle mappe lunari, attraverso una lettera associata al nome.
| Kirchhoff | Coordinate            | Diametro (in km) |
| --------- | --------------------- | ---------------- |
| C         | 30°18′36″N 39°47′24″E | 22,75            |
| E         | 30°36′36″N 40°20′24″E | 26,18            |
| F         | 31°28′12″N 40°48′00″E | 27,75            |
| G         | 29°47′24″N 40°17′24″E | 17,68            |